# Audi S2
La Audi S2 è un'autovettura prodotta dalla casa automobilistica tedesca Audi dal 1991 al 1996. 
È stata la versione top di gamma della Audi 80 (con cui condivideva il corpo vettura e il pianale) fino all'introduzione dell'Audi RS2.

## Profilo
È stata commercializzata in tre versioni, coupé, berlina e Avant (familiare). La S2 era a trazione integrale e montava un motore in linea a cinque cilindri turbocompresso da 2226 cm³ di cilindrata. Il sistema di sovralimentazione comprendeva anche un intercooler. Questo propulsore erogava una potenza di 220 CV o di 230 CV, a seconda del modello e dell'anno di produzione.

## La S2 Coupé

### La S2 Coupé 3B
Prodotta dal 1991 al 1992, l'Audi S2 Coupé 3B fu la prima vettura ad avere in dotazione il motore sovralimentato a cinque cilindri e venti valvole da 220 CV di potenza. Questo propulsore era una variante del motore RR 20VT che equipaggiava la UR Quattro. Era montato longitudinalmente. Il modello aveva installato un cambio a cinque rapporti. Il corpo vettura era rimasto intatto rispetto alla Coupé da cui derivava, con l'unica eccezione del frontale che fu ridisegnato nella parte della griglia per renderla più simile alla Audi V8. A seguito del successo di questo modello, che era dovuto principalmente alle prestazioni del motore, l'Audi decise di commercializzare anche le versioni berlina e Avant.

### La S2 Coupé ABY

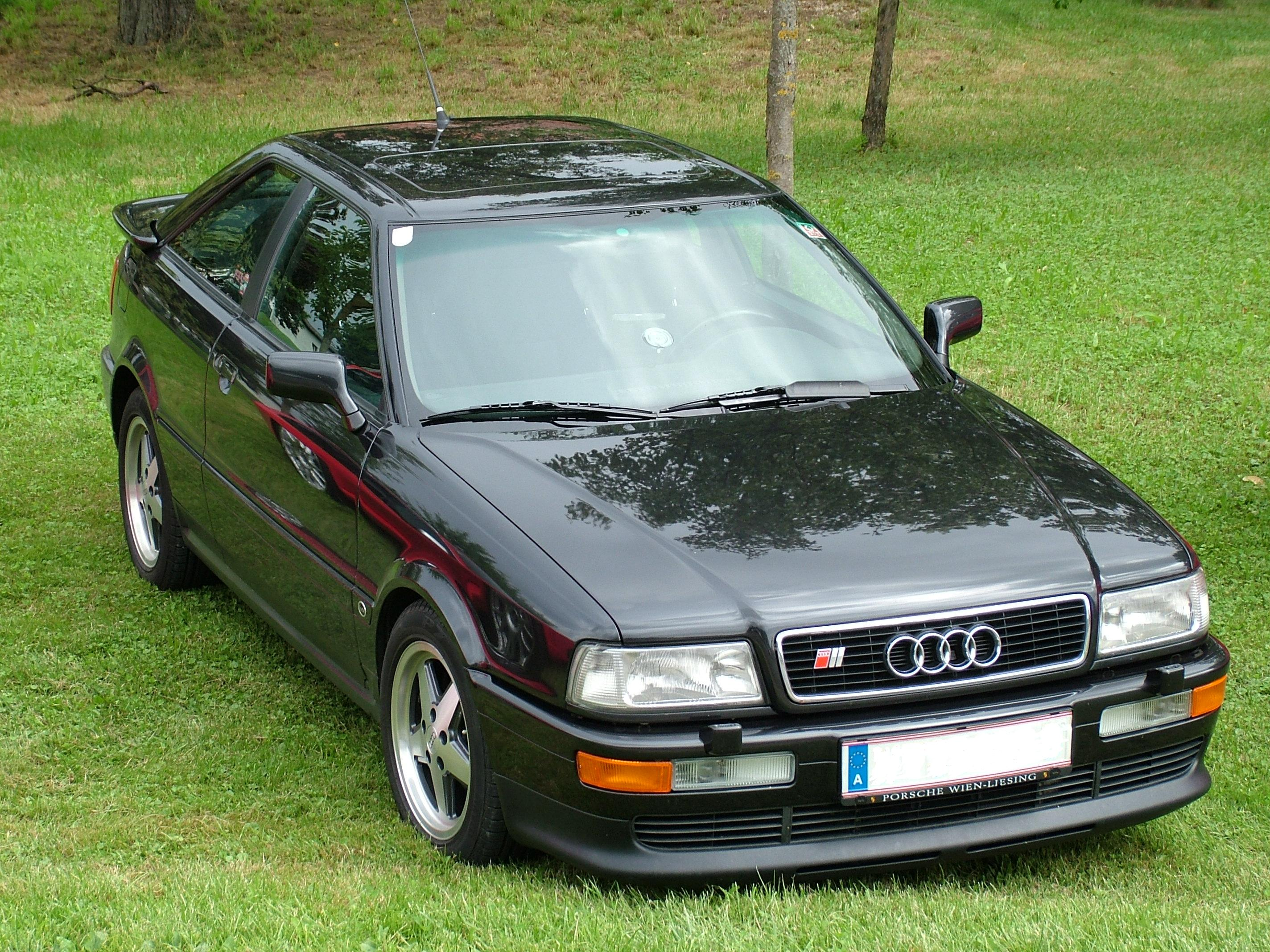
Un’Audi S2 del 1992

Nel 1993 l'Audi apportò qualche modifica al motore a cinque cilindri per renderlo più potente. Dopo la revisione, il propulsore erogava 230 CV contro i 220 CV della precedente versione. Di conseguenza, anche le prestazioni migliorarono. Il nuovo motore non si chiamava più 3B, ma ABY.
Il cambio ora aveva sei marce. Questa nuova trasmissione fu studiata appositamente per questo modello ed in seguito venne montata anche su modelli Porsche. Anche la carrozzeria ed i fanali vennero aggiornati. Gli interni prevedevano sedili di pelle sportivi, volante a tre razze e tetto apribile (optional). Di serie erano l'ABS, cruise control, airbag guidatore, climatizzatore, impianto lavafari, chiusura centralizzata e alzacristalli elettrici.

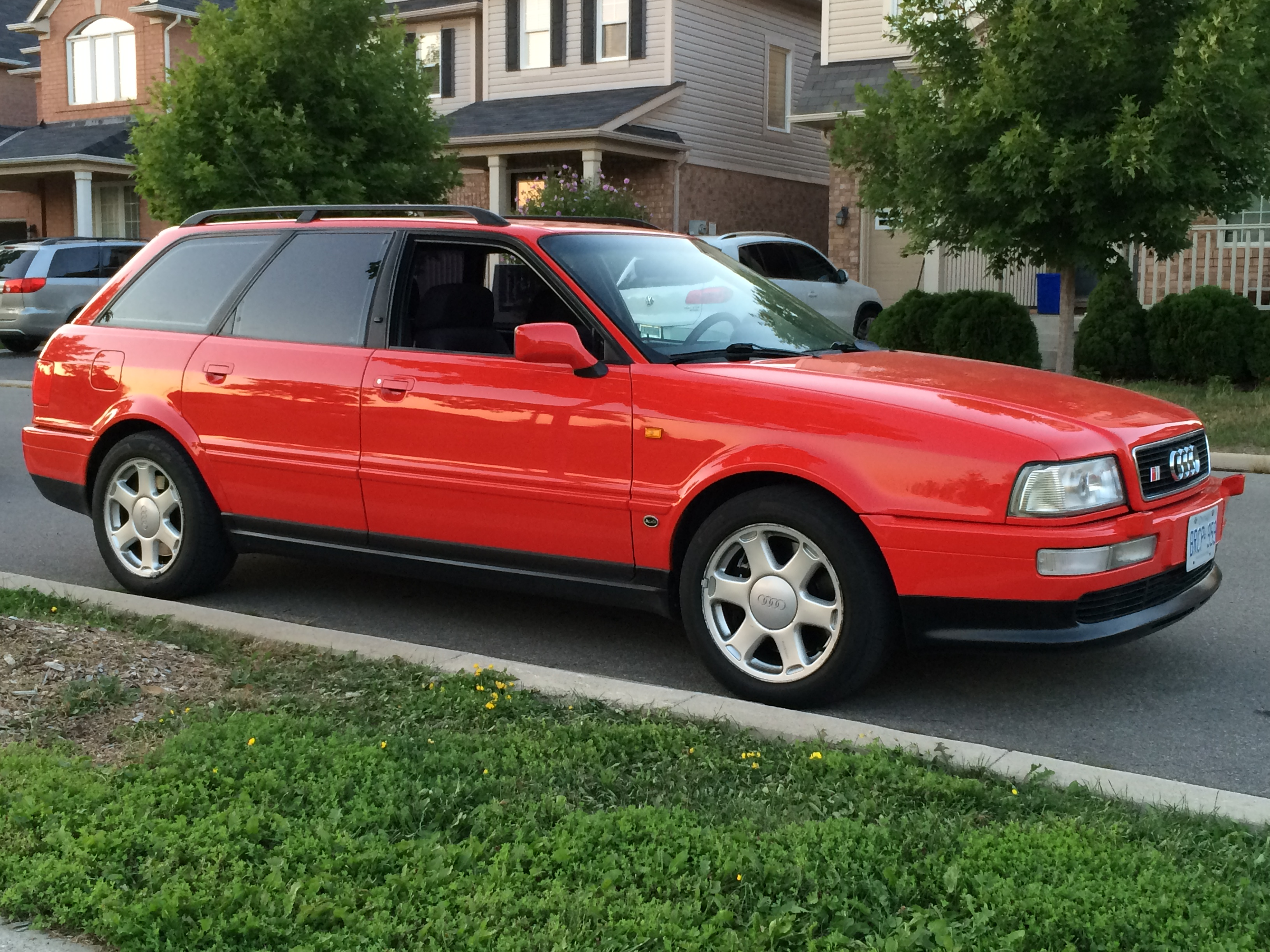
Audi S2 Avant

## La S2 Berlina ABY
Nel luglio 1993 fu lanciata la S2 berlina sulla base della Audi 80 B4. A differenza della 80 aveva i paraurti ridisegnati e nuovi cerchi di lega, oltre al logo "S2" sulla griglia anteriore e sul cofano posteriore. È stata la versione prodotta nel numero più basso di esemplari (306). Non molto apprezzata negli anni in cui fu in commercio, in seguito è diventata molto ricercata dai collezionisti, dato l'esiguo numero di esemplari prodotti. È stata dotata del motore ABY da 230 CV e del cambio a sei rapporti con trazione integrale permanente. La vettura accelerava da 0 a 100 km/h in soli 5,9 secondi e raggiungeva una velocità massima di 248 km/h.

## La S2 Avant ABY
La S2 Avant ABY, cioè la versione familiare del modello, aveva installato il motore ABY da 230 CV di potenza. La piattaforma B4 utilizzata sulla S2 Avant tra il 1993 e il 1995 venne rivista da Audi con l'assistenza della Porsche e utilizzata come base per la Audi RS2 Avant, una versione ancora più prestazionale e sportiva della S2.

## Motorizzazioni
| Modello                     | Disponibilità | Motore  | Cilindrata (cm³) | Potenza         | Coppia Massima (Nm) | Emissioni CO2 (g/Km) | 0–100 km/h (secondi) | Velocità max (Km/h) | Consumo medio (Km/l) |
| 2.2 Turbo 20V Quattro       | 1993-1994     | Benzina | 2226             | 169 kW (230 Cv) | 380                 | n.d                  | 6"0                  | 246                 | 10,1                 |
| 2.2 Turbo 20V Quattro Avant | 1993-1995     | Benzina | 2226             | 169 kW (230 Cv) | 380                 | n.d                  | 6"1                  | 246                 | 9,9                  |
| 2.2 Turbo 20V Quattro Coupé | 1991-1995     | Benzina | 2226             | 169 kW (230 Cv) | 380                 | n.d                  | 5"9                  | 248                 | 10,1                 |